# Parque Municipal da Cultura

## Parque Municipal da Cultura – Cachoeira do Sul (RS)
O Parque Municipal da Cultura, criado em 1986 em uma área de 12.591 m², é um marco da cidade por reunir instituições culturais e ambientais sob o mesmo teto — ou melhor, sob o mesmo espaço verde.

### Composição e atrações principais
- Museu Municipal Patrono Edyr Lima: inaugurado em 15 de dezembro de 1978, o museu preserva a memória de Cachoeira do Sul com um acervo composto por cerca de 32 mil documentos e objetos que refletem mais de 250 anos de história local
- Jardim Botânico e Zoológico Municipal: instalado como um mini-zoológico em 13 dezembro de 1986, posteriormente ampliado para um verdadeiro jardim botânico e zoológico municipal. Seus objetivos incluem a promoção da educação ambiental, preservação de espécies locais e o incentivo a estudos e intercâmbios culturais

### Contexto histórico e social
A ideia do parque surgiu quando a cidade percebeu a necessidade de um espaço que valorizasse e preservasse sua história e biodiversidade num mesmo ambiente. A área foi adquirida e organizada por figuras como o vice-prefeito da época, Nelson Schirmer, e a secretária de Educação e Cultura, Marisa Timm Sari, com a gestão visionária de Lya Wilhelm Cenas Perdidas
Desde sua inauguração, o parque já celebrou ocasiões marcantes como o 25º aniversário, repleto de atividades culturais, apresentações artísticas e a presença da comunidade local — reforçando seu papel como espaço de convivência e aprendizado 

### Função educacional e cultural
O parque é uma referência no município por promover educação patrimonial e ambiental, fomento à leitura, memória e preservação ambiental. A integração entre o museu e o jardim botânico/zoológico torna o local ideal para estudantes, visitantes e famílias
1. ↑  Ritzel, Mirian (terça-feira, 13 de dezembro de 2011). «História de Cachoeira do Sul: Parque Municipal da Cultura - 25 anos». História de Cachoeira do Sul. Consultado em 19 de agosto de 2025 Verifique data em: |data= (ajuda)